# Salix michelsonii
Salix michelsonii là một loài thực vật có hoa trong họ Liễu. Loài này được Goerz ex Nasarow miêu tả khoa học đầu tiên năm 1936.